# アンバー・ローズ
アンバー・ローズ（Amber Rose、1983年10月21日 - ）はアメリカ合衆国のモデルである。ミュージシャンのカニエ・ウェストとの交際で最もよく知られている。

## 生い立ち
彼女の母シャウナはカーボベルデ系アメリカ人、父ファン・パーマーはイタリア系アメリカ人であり、ローズは一人っ子である。彼女が3歳のときに両親は離婚し、彼女は母方の叔母メアリー・レイクスによって育てられた。ローズは当初はレストラン経営をしたかったが、モデルの仕事を始めた。

## キャリア
17歳から地元でモデル活動を始めた。『スムーズマガジン』『エル』『コンプレックス』を含む色々な雑誌にモデルとして登場した。また、ラジオ番組『Shade 45’s Lip Service』にゲスト出演している。
2009年にルイ・ヴィトンのカニエ・ウェストラインのスニーカーの広告に登場。同年7月11日にフォード・モデルと契約したと発表された。同年9月に彼女自身がアイウェアのデザインを開始する予定であると発表した。セレスティーノのニューヨーク・ファッションウィークのランウェイを歩いた。彼女はボウディッカ・ザ・ヴィクトリアスの香水の広告の新しい顔になった。
リュダクリスの「ホワット・ゼム・ガールズ・ライク」、ヤング・ジージーの「バカンス」、メアリー・メアリーの「ゴッド・イン・ミー」などを含むいくつかのミュージック・ビデオに出演している。2010年3月にはニッキー・ミナージュの最初のソロシングル『マッシブ・アタック』のビデオにカメオ出演した。ファボラスの「ユー・ビー・キリン・エム」にも出演。
2010年にラッセル・シモンズのリアリティ番組『Running Russell Simmons』に出演。カリフォルニア州における同性結婚禁止に関する憲法改正に抗議する公共広告「NOH8キャンペーン」に出演。2011年にドラァグクイーンル・ポールのバラエティ番組『ルポールズ・ドラグ・レース』のシーズン3にゲスト審査員として参加。
2020年、成人向けサブスクリプションサービスOnlyFansに参加。

## 私生活
リュダクリスの『ホワット・ゼム・ガールズ・ライク』のミュージック・ビデオを見たカニエ・ウェストに見初められ、2008年から2010年まで交際。2011年初めにウィズ・カリファとの交際を開始し、2012年3月1日に婚約、2013年7月8日に結婚。2013年2月21日に男児セバスティアン・テイラー・トーマズを出産。2014年9月22日、「両立しがたい相違」を理由に離婚を申請。彼女は子供の全面的な親権を求めたが、2015年現在、カリファと共同で親権を保有している
。2015年5月から10月までラッパーのマシン・ガン・ケリーと交際。
ローズは、2015年10月3日にロサンゼルスを拠点にしたスラットウォークに参加し、性的行為の為に裁かれ、侮辱された全ての女性を称えた。このイベントの一環として行われたトークショーで彼女は自身が経験したスラットシェーミング（古い女性観を基にした偏見から、女性の性行動を非難し、その人を貶めること）を告白した。14歳の時、友人たちと一緒に「天国の7分間」というゲームをした。それは、男女がクローゼットの中に7分間隠れるというゲームである。とある男子と一緒にクローゼットに入ったローズは、彼に跪くように命令された。意味が分からないままそれに従うと、その瞬間クローゼットが開かれ、周りにいた友達はフェラチオをするような体勢になっているアンバーを見た。ローズはそのトラウマの深さと、その後いじめに遭ったことを告白した。

## 出演作品
| 年          | 題名                             | 役名               | 備考                 |
| ----------- | -------------------------------- | ------------------ | -------------------- |
| 2007年      | A Haunting                       | ジェシー           |                      |
| 2008年      | Better Off Alone                 | ジェニファー       | 短編映画             |
| 2010年      | The Hills                        | 本人               |                      |
| 2011年      | RuPaul's Drag Race               | 本人               | ゲスト審査員         |
| 2011–2012年 | Master of the Mix                | 本人               | 審査員               |
| 2012年      | Gang of Roses 2: Next Generation | Tara X             | 映画                 |
| 2014年      | School Dance                     | メリーワナ         | 映画                 |
| 2014年      | Selfie                           | フィット・ブリット | テレビシリーズ       |
| 2015年      | Sister Code                      | レクシィ           | 映画                 |
| 2015年      | Black-ish                        | ドミニク           |                      |
| 2015年      | Zoolander 2                      |                    | ポストプロダクション |